# 克节朗河
|  |

克节朗河是娘江曲的一条支流，流经印度和中国之间有争议的边界。边界的印度一侧是阿鲁纳恰尔邦的达旺县。边界的西藏一侧是西藏山南市的错那县。克节朗河发源于西藏、不丹和印度三国交界处附近，向东流 26 公里后与娘江曲汇合。 距Misamari 铁路起点约200 公里，距达旺公路起点约60 公里。克节朗河山谷是 1962 年中印战争期间印度和中国之间最激烈战斗的发生地。

## 參见
- 克节朗战役